# Émile Grumiaux
Émile Grumiaux, francoski lokostrelec, * 1861, † 1932.
Grumiaux je sodeloval na lokostrelskem delu poletnih olimpijskih igrah leta 1900 v disciplini Sur la Perche à la Pyramide, kjer je osvojil prvo mesto.